# Brachyolenecamptus banksi
Brachyolenecamptus banksi là một loài bọ cánh cứng trong họ Cerambycidae.